# Right Cross
 Right Cross és pel·lícula estatunidenca de John Sturges estrenada el 1950.

## Argument
Aquesta pel·lícula explica la palpitant història d'un campió de boxa, Johnny Monterez, que té un puny dret defallent i fràgil. Està enamorat de Pat, la filla del seu empresari, Sean O'Halley.
El periodista esportiu Nick Gavery també està enamorat d'ella, però sabent per qui s'inclina, s'enfonsa en l'alcohol i males dones entre les quals es troba Dusky Ledoux. En aquesta pel·lícula, Marilyn ni tan sols figurava al cartell, tot i que més tard els productors de DVD l'han posat a ella sola a la coberta.

## Repartiment
- June Allyson: Pat O'Malley
- Dick Powell: Rick Garvey
- Ricardo Montalban: Johnny Monterez
- Lionel Barrymore: Sean O'Malley
- Teresa Celli: Marina Monterez
- Barry Kelley: Allan Goff
- Tom Powers: Tom Balford
- Mimi Aguglia: Mom Monterez
- Marianne Stewart: Audrey
- John Gallaudet: Phil Tripp
- Ken Tobey: Ken
- Marilyn Monroe: Dusky Ledoux